# Charles Victor Woirgard
Charles Victor Woirgard, genannt Charles Victor Beauregard (* 16. Oktober 1764 in Metz; † 19. Februar 1810 in Valverde del Camino) war ein französischer Général de brigade der Kavallerie.

## Leben und Wirken
Woirgards kam bereits als Jugendlicher zur königlichen Armee. Als Kadett nahm er an den Revolutionskriegen teil und konnte sich mehrfach durch Mut und Tapferkeit auszeichnen. Er folgten Beförderungen und zu Beginn der Terrorherrschaft (→Französische Revolution) hatte er bereits den Rang eines Général de brigade (12. April 1793). 
Als Napoleon seinen Krieg in Spanien plante, übernahm Woirgard die Führung einer Kavalleriebrigade (5e Corps der Spanienarmee). Er kämpfte bei Talavera (27./28. Juli 1809), Ocaña (19. November 1809) und Alba de Torres (26. November 1809). 
In der Schlacht bei Valverde, am 19. Februar 1810, ist Charles Victor Woirgard gefallen. Seine letzte Ruhestätte fand er in einem Massengrab am Rande des Schlachtfelds.

## Ehrungen
- Sein Name findet sich am westlichen Pfeiler (38. Spalte) des Triumphbogens am Place Charles-de-Gaulle (Paris).